# Joanna Zajkowska
Joanna Zajkowska – polska literaturoznawczyni, dr hab. nauk humanistycznych, adiunkt Instytutu Filologii Polskiej Wydziału Nauk Humanistycznych Uniwersytetu Kardynała Stefana Wyszyńskiego.

## Życiorys
W 1997 uzyskała tytuł magistra filologii na Wydziale Humanistycznym filii Uniwersytetu Warszawskiego w Białymstoku. W 1999 ukończyła studia w zakresie filologii rosyjskiej w Instytucie Filologii Wschodniosłowiańskiej na Wydziale Filologicznym Uniwersytetu w Białymstoku, 6 czerwca 2006 obroniła pracę doktorską Twórczość poetycka Wiktora Gomulickiego wobec literackiej tradycji i współczesności, 12 czerwca 2017 habilitowała się na podstawie pracy zatytułowanej Na obrzeżach nowoczesności. O powieściopisarstwie Artura Gruszeckiego.
Piastuje stanowisko adiunkta w Instytucie Filologii na Wydziale Nauk Humanistycznych Uniwersytetu Kardynała Stefana Wyszyńskiego.